# Проход на Републиката
Проход на Републиката (до 1948 г. Хаинбоазки проход) е планински проход (седловина) между Елено-Твърдишка планина на изток и Тревненска планина на запад (части от Средна Стара планина), в Община Велико Търново, област Велико Търново и Община Гурково, област Стара Загора.
Дължината на прохода е 57,5 km, надморска височина на седловината – 698 m.
Проходът свързва долината на река Белица (десен приток на Янтра) на север с долината на Радова река (ляв приток на Тунджа) на юг. Започва южно от село Вонеща вода на 357 m н.в. и се насочва на юг, нагоре по долината на Райковска река (десен приток на Белица). След 5,1 km, при село Райковци напуска долината на Райковска река, завива на юг-югоизток, след 2,8 km минава през село Мишеморков хан и след още 4 km се изкачва на седловината на 698 m н.в. От там трасето продължава на юг, надолу по долината на Пчелинска река (ляв приток на Радова река) и след 10,8 km достига до село Пчелиново. Тук проходът следва вече долината на Радова река и след 9 km излиза от планината и свършва в най-западната част на Твърдишката котловина, северозападно от град Гурково на 322 m н.в.
През него преминава участък от 34,5 km от второкласния Републикански път II-55 (от km 22 до km 56,5), град Дебелец – Гурково – Нова Загора – Свиленград. Проходът е един от най-леснопроходимите в Стара планина, поддържа се целогодишно за движение на МПС и по него се осъществява най-бързата и пряка връзка от Румъния за Турция и Североизточна Гърция.
В края на 1877 г., по време на Руско-турската освободителна война през прохода преминават част от руските войски, излизат в гръб на армията на Вейсел паша, която охранява Шипченския проход и в сражението при село Шейново турските войски са разбити. След това за десетилетия удобният проход е изоставен и чак през 1946 – 1947 г. е разширен и покрит с трайна настилка (паваж) от първата в страната младежка трудова бригада. През август 2009 е завършен проточилият се 3 години ремонт на прохода, като днес той е отново отворен за движение. Извършена е реконструкция и в някои участъци – рехабилитация на пътя, и поради продължителните надлъжни наклони е отворена трета лента за движение.

## Топографска карта
- Лист от карта K-35-40. Мащаб: 1 : 100 000.